# Nikolaj Achsjarumov
Nikolaj Dmitrijevitj Achsjarumov (ryska: Николай Дмитриевич Ахшарумов), född 1819 i Sankt Petersburg, död 1893, var en rysk novellist och kritiker.
Achsjarumov var i krigsministeriets tjänst 1839-45, men ägnade sig sedan uteslutande åt litteraturen. Achsjarumov var såsom författare underhållande och fantasirik, såsom kritiker en avgjord motståndare till allt slags tendens i konsten.